# Space: 1889
Space: 1889 ist ein Steampunk-Rollenspiel von Frank Chadwick aus dem Jahr 1988. Der Name ist eine Anspielung auf die Fernsehserie Space: 1999 (dt. Mondbasis Alpha 1). Ursprünglicher Hersteller von Space: 1889 ist die inzwischen aufgelöste Firma Games Designers Workshop (GDW). Seit 2000 wird Space: 1889 von Heliograph Incorporated herausgegeben. Seit 2012 erscheint eine deutschsprachige Ausgabe im Uhrwerk Verlag. 2019 erwarb Ulisses North America die Rechte an Space 1889. In der Folge wurde bekannt, dass der Uhrwerk-Verlag nicht länger über die Lizenz verfügt.

## Hintergrund

Ätherwind

Space: 1889 spielt in einer alternativen Variante des
viktorianischen Zeitalters, in der sich die Äther-Theorie als zutreffend erwiesen hat und auch die anderen Planeten des Sonnensystems bewohnt sind. Die interplanetare Raumfahrt mittels Ätherpropellern ist weit entwickelt. Eine wichtige Rolle spielt der nur auf dem Mars vorkommende Rohstoff Flugholz (Liftwood), mit dessen Hilfe Raumschiffe (und reine Luftfahrzeuge) innerhalb der Schwerefelder der Planeten fliegen können, ohne riesige Helium- oder Wasserstoffballons zu benötigen.

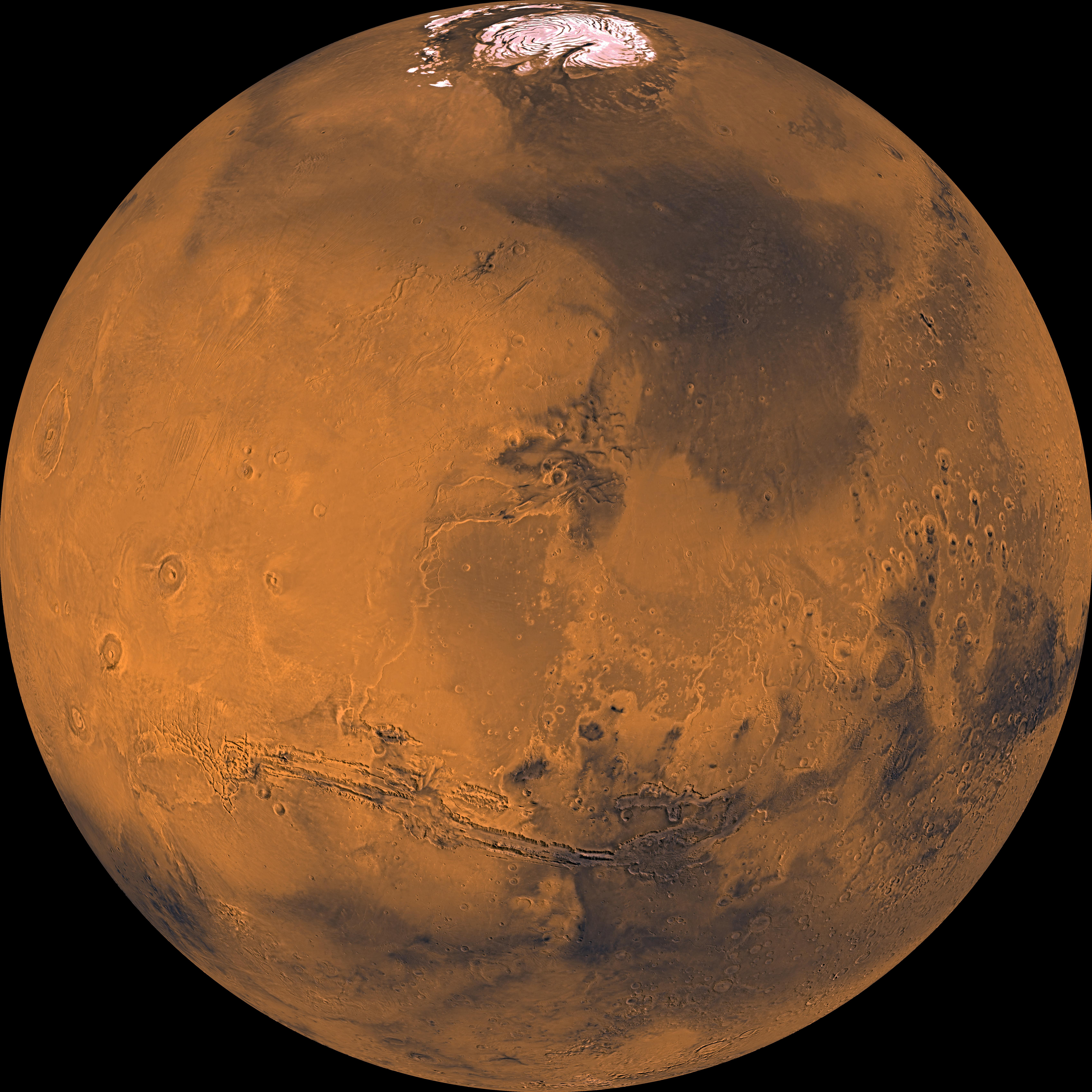
Der Planet Mars

Der Fokus des erschienenen Materials liegt auf dem britischen Empire und dem von ihm kolonisierten Mars. Die Marsianer entstammen zwar einer hochentwickelten Zivilisation, haben ihren Zenit jedoch schon lange überschritten und sind den irdischen Kolonialmächten mit ihren Dampfmaschinen und Maschinengewehren hoffnungslos unterlegen. Das Spiel erhält viele parodistische Elemente durch teilweise aberwitzige Alternativentwicklungen zur realen Geschichte und den Gebrauch von Stereotypen wie dem Oberschurken Ravachol.

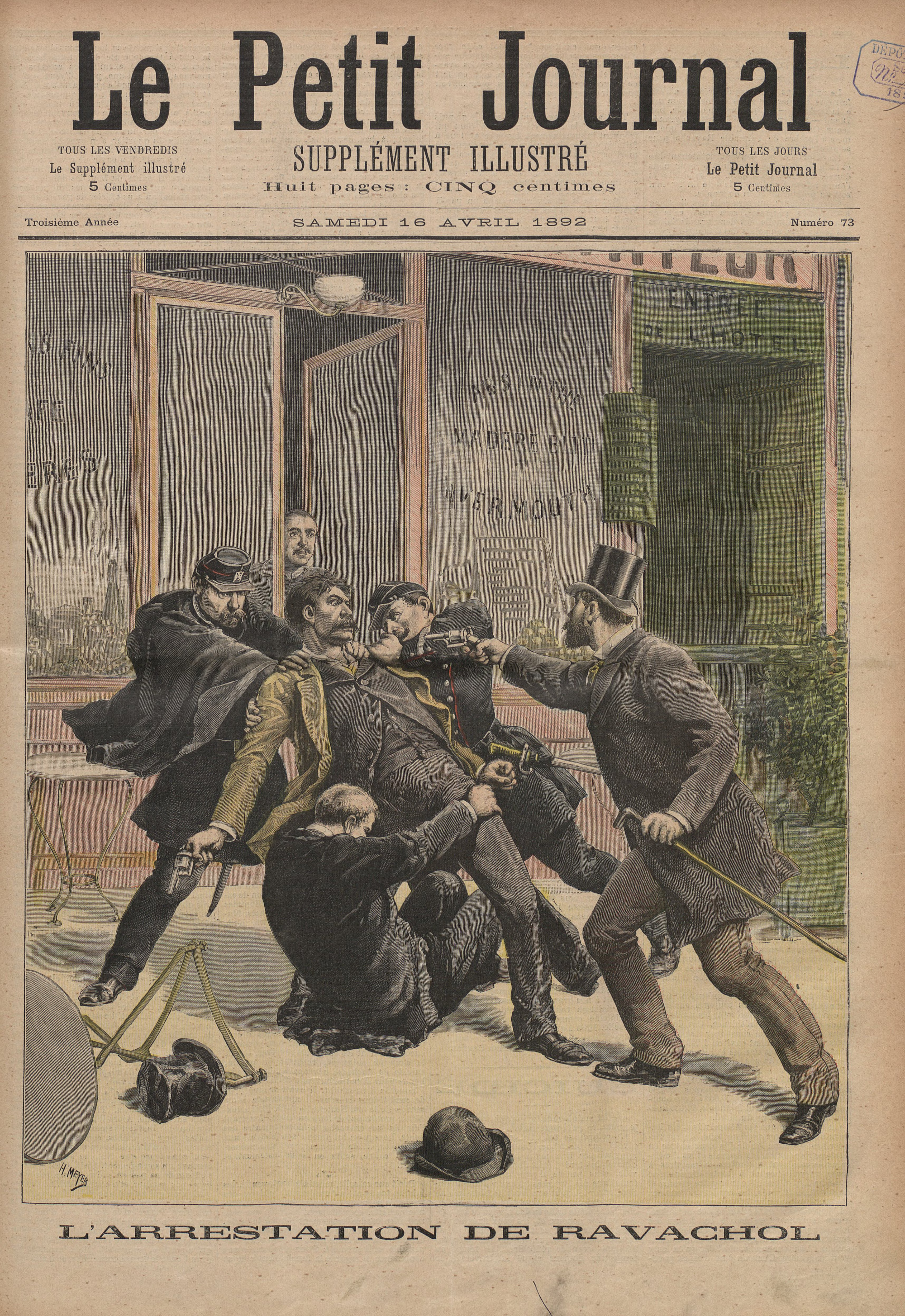
Der Schurke Ravachol wird gefasst.

## Geschichte
Space: 1889 erschien 1988. Als Periodikum rund um Space: 1889 sollte der Ether Society Newsletter dienen, der aber bald in den Transactions of the Royal Martian Geographical Society (TRMGS) aufging, einem Fanzine, das von Mark Clark herausgegeben wurde. Zwischen 1991 und 1994 erschienen acht Ausgaben, dann wurde die Zeitschrift eingestellt. Am Ende des Jahrzehnts wurden die TRMGS von der Firma Heliograph wiederbelebt, die auch viele der Originalprodukte einem neuen Publikum zugänglich machte. In den ersten zwei Bänden wurden die ursprünglichen acht Nummern des Fanzines neu aufgelegt, der dritte Band enthält neues Material. Aus Kostengründen wurden die TRMGS dann wiederum eingestellt. Das Material für einen vierten Band veröffentlichte Heliograph online. Darüber hinaus erschienen viele Artikel zu Space: 1889 in GDWs Hausmagazin Challenge, hauptsächlich Abenteuer und Szenarios für die Brettspiele.
2005 bis 2006 produzierte Noise Monster vier Hörspiele in der Welt von Space: 1889.
2010 erschien das Setting schließlich neu im Verlag Pinnacle Entertainment unter dem Titel Space 1889: Red Sands und verwendet die Regeln von Savage Worlds. Hierbei wird ein Hauptaugenmerk auf Abenteuerhintergründe auf dem Mars gelegt.
2011 bis 2012 erschien eine sechsteilige E-Book-Reihe Space: 1889 & Beyond bei Untreed Reads.
Im Juli 2012 veröffentlichte der Uhrwerk Verlag eine deutschsprachige Variante von Space: 1889, die das Ubiquity-System von Hollow Earth Expedition verwendet. Inhaltlich gibt es einige Unterschiede zur amerikanischen Originalversion. Beispielsweise stirbt Abraham Lincoln 1862 an Typhus, was zur Folge hat, dass die CSA 1889 noch existieren. Auch andere geschichtliche Ereignisse wurden verändert, so dass z. B. eine französische Invasion in Belgien das deutsch-britische Bündnis zunächst stärkt. Das Regelwerk umfasst die Spielwelten Erde, Mars, Venus, Merkur und Mond. Die Venus wird im Gegensatz zum Mars von Sümpfen und Dschungeln dominiert, in denen neben den eingeborenen Echsenmenschen vor allem Dinosaurier hausen, und wird hauptsächlich von Deutschland beherrscht.
2015 lief ein Crowdfunding für einen Film Space 1889: The Secret of Phobos – a Victorian Sci-Fi movie. Der Film wurde 2018 veröffentlicht und kann seit 2020 kostenlos auf YouTube angesehen werden.

## System

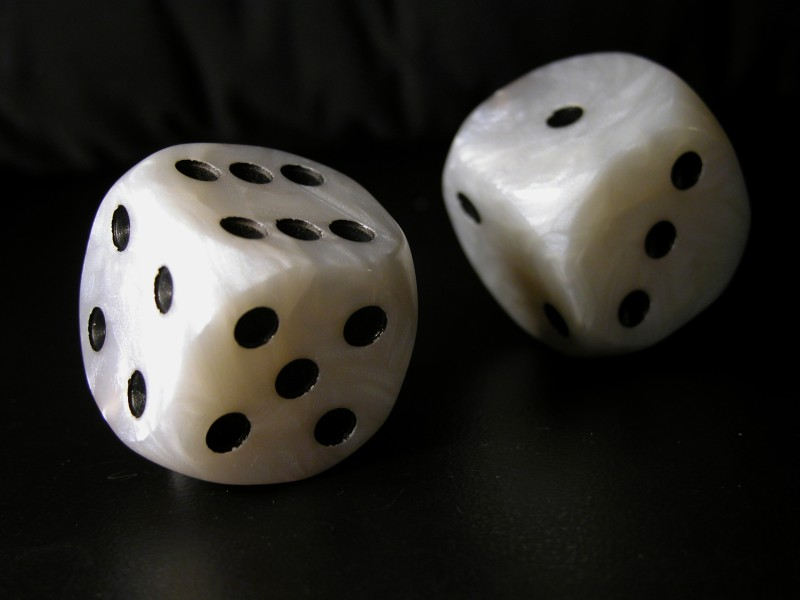
Sechsseitige Würfel

Space: 1889 benutzt ein auf sechsseitigen Würfeln basierendes Regelsystem. Obwohl die eigentlichen Würfelmechaniken recht einfach gehalten sind, ist ihre Vielzahl verwirrend. So gibt es schon für einfache Attribut- oder Fertigkeitsproben zwei gleichberechtigte Würfelmethoden. Dazu kommen Regeln für den Nah- und Fernkampf, schwere Waffen, den Kampf mit wilden Tieren und Schiff gegen Schiff, die sich zum Teil überschneiden, in wichtigen Punkten aber unterschiedlich sind. Hier zeigt sich das Alter des Systems, heutige Rollenspiele würden einen zentralen Würfelmechanismus benutzen, der mit wenigen oder keinen Anpassungen bei den aufgezählten Situationen zur Anwendung käme.
Bemerkenswert sind die einfache aber effektive Methode der Charaktererschaffung und die Regeln für Erfindungen, mit denen die Charaktere die Spielwelt beglücken können. Ein Punkt, der sonst in nur wenigen Rollenspielen vorkommt.
Obwohl das von Konfliktsimulationen hergeleitete Regelwerk kontrovers gesehen wurde, war die Rezeption des Hintergrundes sehr gut, was häufig dazu führte, dass das Regelwerk von GDW oft nur als reines Quellenbuch verwendet und für die Regeln auf ein anderes, generisches System (z. B. D6 von West End Games oder GURPS) zurückgegriffen wurde.
Die 2010 erschienenen Version von Pinnacle Entertainment verwendet die Regeln von Savage Worlds.
Die 2012 im Uhrwerk Verlag erschienene deutschsprachige Variante von Space: 1889 verwendet das Ubiquity-System von Hollow Earth Expedition. Dadurch sollte der Spielschwerpunkt vom taktischen Kampf (Skirmish) in Richtung Erzählung (Storytelling) verlagert werden.

## Erschienenes Material
In der Neuauflage von Heliograph sind jeweils zwei der (dünneren) Quellenbücher und Abenteuer zu einem Band zusammengefasst, wie in der Liste an den ISBN zu erkennen ist.
2009 erschien eine erweiterte Fassung des Abenteuers Canal Priests of Mars. Es enthält jene Teile, die bei der ersten Veröffentlichung im Jahr 1990 aus Platzgründen gekürzt wurden.

### Regel- und Quellenbücher
GDW und Heliograph
- Space: 1889 (Regelbuch) (GDW, 1988), ISBN 0-943580-80-3; (Heliograph, 2000), ISBN 0-9668926-9-0.
- Referee’s Screen (Spielleiterschirm plus Heft mit Regelerweiterungen) (GDW, 1989), ISBN 1-55878-015-7; die Regelerweiterungen sind in der Heliograph-Ausgabe des Regelbuchs enthalten.
- Conklin’s Atlas of the Worlds (GDW, 1989), ISBN 1-55878-024-6; (Heliograph, 2000), ISBN 1-930658-00-1.
- Cloud Captains of Mars (GDW, 1989), ISBN 1-55878-043-2; (Heliograph, 2000), ISBN 1-930658-00-1.
- Cloudships & Gunboats (GDW, 1989); (Heliograph, 2000), ISBN 1-930658-05-2.

Pinnacle Entertainment
- Space: 1889: Red Sands (Savage Worlds), (Pinnacle Entertainment, 2010), ISBN 978-0-9826427-1-9.

Uhrwerk Verlag
- Space: 1889 (Ubiquity) (Uhrwerk Verlag, 2012), ISBN 978-3-942012-45-4.
- Space: 1889 – Die Venus (Uhrwerk Verlag, 2014), ISBN 978-3-942012-96-6.
- Space: 1889 – Der Merkur (Uhrwerk Verlag, 2014), ISBN 978-3-942012-56-0.
- Space: 1889 – Der Mars (Uhrwerk Verlag, 2016), ISBN 978-3-95867-040-2.
- Das Neue Ätherversum (Uhrwerk Verlag, 2016), ISBN 978-3-95867-065-5.
- Luna – Der Erdmond (Uhrwerk Verlag, 2017). ISBN 978-3-95867-087-7
- Das Neue Ätherversum 2 (Uhrwerk Verlag, 2017), ISBN 978-3-95867-101-0.
- Edisons Enzyklopädie (Uhrwerk Verlag, 2019), ISBN 978-3-95867-184-3.

### Spielhilfen
- Space: 1889 Spielleiterschirm (Uhrwerk Verlag, 2013), ISBN 978-3-942012-68-3.
- Space: 1889 Würfelset (Uhrwerk Verlag).

### Abenteuer
GDW und Heliograph
- Tales From the Ether (GDW, 1989), ISBN 1-55878-011-4; (Heliograph, 2000), ISBN 1-930658-01-X.
- Beastmen of Mars (GDW, 1989), ISBN 1-55878-022-X; (Heliograph, 2000), ISBN 1-930658-03-6.
- Caravans of Mars (GDW, 1989), ISBN 1-55878-023-8; (Heliograph, 2000), ISBN 1-930658-02-8.
- Steppelords of Mars (GDW, 1989), ISBN 1-55878-025-4; (Heliograph, 2000), ISBN 1-930658-02-8.
- More Tales From the Ether (GDW, 1989), ISBN 1-55878-028-9; (Heliograph, 2000), ISBN 1-930658-01-X.
- Canal Priests of Mars (GDW, 1990), ISBN 1-55878-039-4; (Heliograph, 2000), ISBN 1-930658-03-6.
- The Complete Canal Priests of Mars (Heliograph, 2009), ISBN 1-930658-11-7.

3W
- The Liftwood Conspiracy (3W, 1989), keine ISBN.

Uhrwerk Verlag
- Der Zeitreisende (Uhrwerk Verlag, 2013), keine ISBN.
- Äther, Dampf & Stahlgiganten (Uhrwerk Verlag, 2013), ISBN 978-3-942012-60-7.
- Unter Hochdruck (Uhrwerk Verlag, 2014), ISBN 978-3-942012-81-2.
- Die Macht von Angahiaa (Uhrwerk Verlag, 2015), ISBN 978-3-95867-004-4.
- Fremde Erde (Uhrwerk Verlag, 2015), ISBN 978-3-95867-014-3.
- Der marsianische Patient (Uhrwerk Verlag, 2015), ISBN 978-3-95867-015-0.
- Das Geheimnis der London Bridge (Uhrwerk Verlag, 2015), ISBN 978-3-95867-029-7.
- Das Erbe der Kanalwächter (Uhrwerk Verlag, 2016), ISBN 978-3-95867-032-7.
- Planet der Legenden (Uhrwerk Verlag, 2016), ISBN 978-3-95867-057-0.
- Kolonie im Nebel (Uhrwerk Verlag, 2017), ISBN 978-3-95867-077-8.
- Paris 1889. Im Angesicht der Welten (Uhrwerk Verlag, 2018), ISBN 978-3-95867-144-7.
- Phaetons Vermächtnis. Am Abgrund der Zeit (Uhrwerk Verlag, 2018), ISBN 978-3-95867-173-7.

### Strategie- und Brettspiele
- Sky Galleons of Mars (GDW, 1988); (Heliograph, 2000), ISBN 1-930658-05-2
- Ironclads & Ether Flyers (GDW, 1991); (Heliograph, 2000), ISBN 1-930658-05-2
- Soldier’s Companion (Tabletop) (GDW, 1989), ISBN 1-55878-026-2; (Heliograph), ISBN 1-930658-10-9
- Temple of the Beastmen (GDW)

### Miniaturen
- vier Sammlungen und 16 Einzelfiguren von RAFM[8]
- fünf Einzelfiguren von Uhrwerk Verlag

### Transactions of the Royal Martian Geographical Society
- Band 1 (Heliograph, 1999), ISBN 0-9668926-0-7.
- Band 2 (Heliograph, 1999), ISBN 0-9668926-1-5.
- Band 3 (Heliograph, 2000), ISBN 0-9668926-8-2.

### Computerspiele
- Space: 1889 (für Amiga, Atari ST und MS-DOS) (1990, Paragon Software)[9]

### Hörspiele und Musik
- Red Devils (Noise Monster, 2005)
- The Steppes of Thoth (Noise Monster, 2005)
- The Siege of Alclyon (Noise Monster, 2005)
- The Lunar Inheritance (Noise Monster, 2006)
- Ätherklänge: Musik für Space: 1889 und andere Steampunk-Rollenspiele (Uhrwerk Verlag, 2013), ISBN 978-3-942012-68-3

### Filme
- The Secret of Phobos (Orkenspalter TV, 2018)

### E-Books
- Journey to the Heart of Luna von Andy Frankham-Allen (Untreed Reads, 2011), ISBN 978-1-61187-155-5.
- Vandals on Venus von K.G. McAbee (Untreed Reads, 2011), ISBN 978-1-61187-161-6.
- The Ghosts of Mercury von Mark Michalowski (Untreed Reads, 2011), ISBN 978-1-61187-182-1.
- Abattoir in the Aether von L. Joseph Shosty (Untreed Reads, 2012), ISBN 978-1-61187-243-9.
- A Prince of Mars by Frank Chadwick (Untreed Reads, 2012), ISBN 978-1-61187-270-5.
- The Dark Side of Luna von J.T. Wilson (Untreed Reads, 2012), ISBN 978-1-61187-313-9.